# Бортони-Камплан (Виченца)
Бортони-Камплан је насеље у Италији у округу Виченца, региону Венето.
Према процени из 2011. у насељу је живело 38 становника. Насеље се налази на надморској висини од 1050 м.